# فهرست قنات‌های شهرستان رودبار
جدول زیر براساس آمار وزارت جهاد کشاورزی تهیه شده‌است. فهرست زیر قنات‌های شهرستان رودبار در استان گیلان را نشان می‌دهد.
| نام قنات | موقعیت                   | نزدیک‌ترین روستا | طول قنات (متر) | تعداد میله چاه | عمق مادر چاه | دبی (لیتر بر ثانیه) | سطح زیر کشت (هکتار) |
| -------- | ------------------------ | --------------- | -------------- | -------------- | ------------ | ------------------- | ------------------- |
| علی‌آباد  | بخش مرکزی شهرستان رودبار | رودبار          | ۳۰۰۰           | ۰              | ۰            | ۳۰                  | ۳۰۰                 |
| کراک     | بخش مرکزی شهرستان رودبار | رودبار          | ۲۰۰۰           | ۰              | ۰            | ۳۰                  | ۲۰۰                 |